# Desmosina
La desmosina és una molècula que forma una reticulació (en anglès, cross-link), concretament un enllaç covalent, entre diferents cadenes d'elastina, permetent la seva elasticitat. La desmosina es forma a partir de la condensació dels radicals de quatre lisines (un parell de cada cadena d'elastina) en un anell de piridina (C₅H₅N). L'enzim lisina aminooxidasa és el responsable de la seva formació, ja que permet oxidar tres d'aquestes lisines i convertir-les en alisina, iniciant així un llarg procés de reaccions químiques que finalitza amb la formació d'aquests enllaços covalents.
Gràcies a la unió de les fibres mitjançant la desmosina, l'elastina assoleix la seva elasticitat característica. Així es fa possible la relaxació i contracció de les fibres d'elastina. És per això que la desmosina, junt amb altres molècules reticuladores, és un component molt important per mantenir l'elasticitat de les fibres d'elastines, que es troben presents al teixit conjuntiu, principalment a la matriu extracel·lular.
Actualment, la desmosina permet mesurar el grau de degradació de l'elastina a l'organisme humà, fet important en la prevenció de malalties i en el seu diagnòstic.

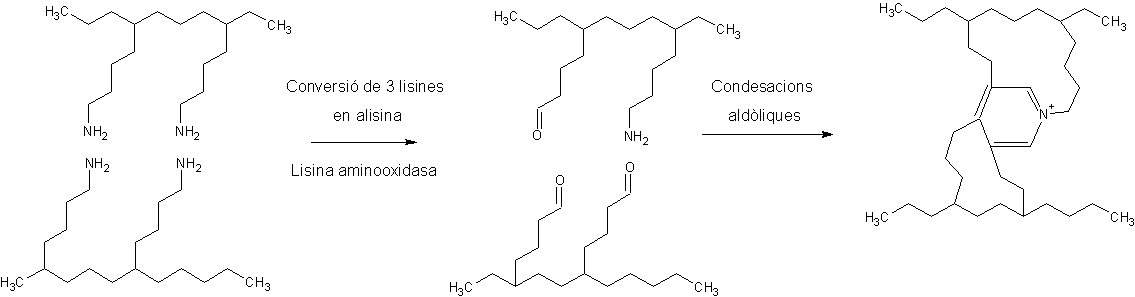
Esquema de la formació de la desmosina entre dues fibres d'elastina

## Procés de formació

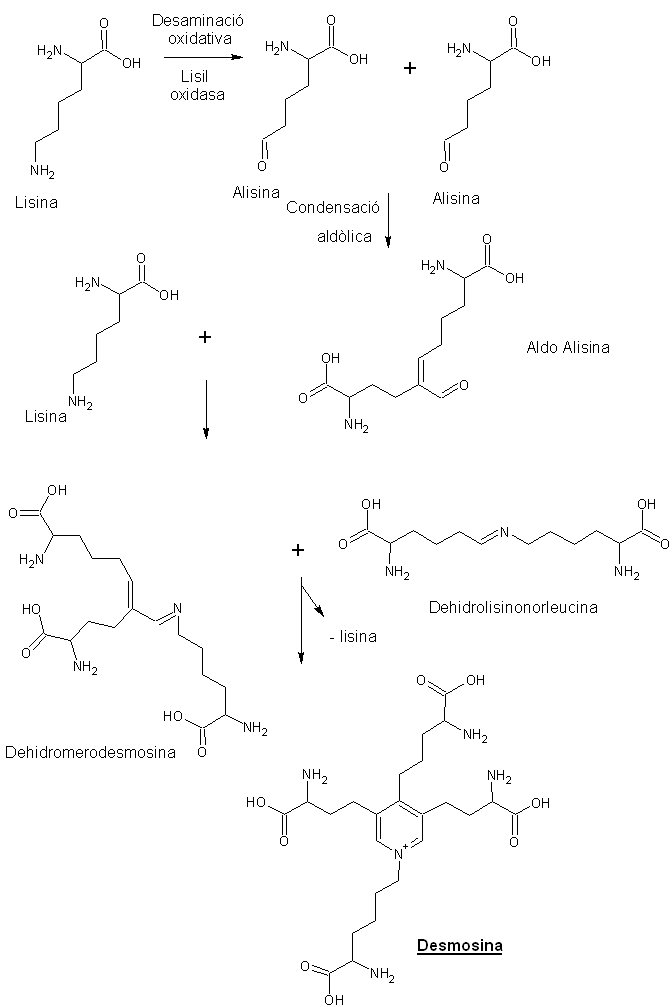
Procés de formació de la desomosina

La formació de la desmosina s'inicia amb la desaminació oxidativa del grup amino del radical d'una lisina, donant lloc així a l'alisina (Àcid α-aminoadipic δ-semialdehid), en el qual s'ha eliminat el grup amino i l'últim metil s'ha substituït per un grup aldehid. Aquesta reacció es troba catalitzada per l'enzim lisina aminooxidasa, que utilitza la vitamina C com a co-substrat. Dues alisines (una de cada cadena d'elastina) pateixen espontàniament una condensació aldòlica, derivant en una nova molècula coneguda com l'aldo alisina. L'esmentat compost és ja una molècula reticuladora que es caracteritza per ser reductible i poc estable. En aquest punt, els bioquímics encara no han determinat exactament el camí seguit fins a la formació de la desmosina, malgrat sembla prou clar que es produeix mitjançant altres molècules pont reductibles que funcionen com a intermediàries. Aquestes acabarien condensant-se fins a formar la desmosina i la isodesmosina, ambdós compostos piridínics derivats de la ciclació de les cadenes laterals de quatre lisines (un parell de cada cadena proteica). Es tracta de dos isòmers estables i no reductibles.
Es creu que el pas entre l'aldo alisina i la desmosina consisteix en la interacció de la primera amb el grup amino del radical d'una lisina, amb la consegüent generació de la dehidromerodesmosina (derivada de tres lisines inicials). De la reacció d'aquesta amb una nova alisina s'originarien la desmosina i el seu isòmer ja esmentat.
També es contempla la possibilitat que d'aquesta interacció només s'origini isodesmosina, i que sigui de la reacció de la hidromerodesmosina amb la dehidrolisinonorleucina (molècula formada per la interacció entre una lisina i una alisina) la que origini la desmosina. En aquesta interacció s'allibera una lisina.
Altres molècules reticuladores que es formarien seguint aquest camí, malgrat amb petites modificacions en les últimes reaccions, són, entre d'altres, la pentasina (PNT) i la neodesmosina.
Tot aquest procés té lloc a la matriu extracel·lular, lloc on es troben les fibres d'elastina, i ocorre de manera natural, a pH fisiològic i, a excepció de l'oxidació de la lisina, sense ajuda d'enzims. Així, després que actuï la lisina aminooxidasa, els intermediaris poden reaccionar i condensar-se espontàniament ells sols fins a arribar a la desmosina.
És en la tropoelastina (precursor soluble de l'elastina) on es formen les reticulacions en llocs específics. Perquè aquesta unió tingui lloc, és imprescindible que aquesta proteïna adopti una conformació determinada. Això s'aconsegueix mitjançant la interacció de l'extrem C-terminal de la tropoelastina i la meitat N-terminal d'una glicoproteïna associada a les microfibril·les de la matriu extracel·lular. Aquestes microfibril·les estan associades a la lisina aminooxidasa, l'enzim que participa en la formació de la desmosina.

## Importància de la desmosina en l'elastina
L'elastina és una de les principals proteïnes associades al teixit conjuntiu, caracteritzada per la seva elasticitat. Es tracta d'una proteïna estructural que es troba a la matriu extracel·lular.
La desmosina, juntament amb altres molècules reticuladores, té un paper essencial en aquesta proteïna. En enllaçar covalentment els dominis alfa de l'elastina, li atorga la seva elasticitat característica (afavorint el retorn a la posició inicial després de la tensió), de manera que aquesta es pot estirar sense trencar-se un 150% de la seva llargada.

Val a dir, també, que l'extrema insolubilitat de l'elastina bé donada pel gran nombre d'aquestes reticulacions covalents.
La falta de desmosina pot induir emfisemes pulmonars, aneurismes als vasos i a les arrugues de la pell, ja que aquests tres llocs són els principals punts de producció d'elastina (pulmons, vasos sanguinis i pell). Per tant, les proves destinades a conèixer el grau de degradació de la desmosina són determinants per a diagnosticar malalties.

## Indicador del grau de maduració de l'elastina
L'elastina és una proteïna significativament duradora en un organisme sa, però experimenta diferents canvis de conformació i composició pel que fa a les molècules reticuladores. La quantitat d'aquestes varia amb els anys, amb l'estil de vida de la persona i amb algunes malalties com la diabetis.
L'elastina de les persones i animals joves conté una gran quantitat de dehidromerodesmosina (molècula reticuladora de baixa complexitat derivada de tres lisines). Conforme l'individu creix i a mesura que les fibres elàstiques maduren, la concentració de dehidromerodesmosina disminueix significativament fins al punt que es considera nul·la, mentre que augmenta la quantitat de desmosina i d'isodesmosina (més estables i complexos, compostos derivats de quatre lisines). Paral·lelament, també es redueix la concentració de residus de lisina (ja que s'utilitzen per a formar més reticulacions), així com de l'aldo alisina (molècula reticuladora de baixa complexitat que deriva de dues lisines). Aquests canvis de composició són determinants en les propietats dels teixits elàstics.
A més a més, la quantitat de desmosina i d'isodesmosina disminueix lleugerament conforme envellim.

## Indicador del grau de degradació de l'elastina
La degradació de l'elastina comporta l'alliberació de desmosina i isodesmosina, la qual cosa es pot detectar mesurant la concentració d'aquestes molècules en líquids corporals com són la sang i l'orina.
Així doncs, amb aquestes anàlisis es pot calcular la rapidesa amb què un organisme degrada l'elastina, deduint així en quina mesura el cos perd elasticitat (especialment els pulmons, els vasos i la pell, principals punts de producció d'elastina). Aquesta degradació augmenta lleugerament a mesura que les persones envelleixen, però també es pot veure afectada per hàbits com el fumar, variar la dieta o prendre un determinat medicament. Així, mesurant la concentració de desmosina en sang o orina abans i després de començar l'hàbit, es pot determinar la velocitat amb què es degrada l'elastina. Aquest mètode s'utilitza, per exemple, per avaluar el funcionament dels pulmons en persones fumadores.
La concentració de desmosina en els líquids corporals és molt baixa i pot ésser només detectada per determinats instruments específics d'espectrometria de masses, com ara el que en anglès s'anomena High-Performance Liquid Chromatography Tandem Mass Spectrometry (LC-MS/MS).